# Rhodesiella kovacsi
Rhodesiella kovacsi är en tvåvingeart som först beskrevs av Becker 1913.  Rhodesiella kovacsi ingår i släktet Rhodesiella och familjen fritflugor.
Artens utbredningsområde är Etiopien. Inga underarter finns listade i Catalogue of Life.